# Ferdinand von Salisch
Franz Karl Ferdinand Ludwig Adolf von Salisch (* 26. Juli 1790 in Halberstadt; † 11. Oktober 1846 in Torgau) war ein preußischer Generalmajor.

## Leben

### Herkunft
Er war der Sohn des preußischen Majors a. D. Franz Karl Otto von Salisch (1747–1822) und dessen Ehefrau Johanna Friederike Wilhelmine, geborene von Oppen (1764–1819).

### Militärkarriere
Nach dem Besuch des Kadettenhauses in Berlin wurde Salisch am 8. April 1806 als Fähnrich im Infanterieregiment „von Braunschweig“ der Preußischen Armee angestellt. Er nahm 1806 am Krieg gegen Frankreich teil, wurde in der Schlacht bei Auerstedt schwer verwundet und geriet nach der Kapitulation von Magdeburg in Gefangenschaft. Daraufhin wurde Salisch am 11. November 1806 inaktiv gestellt.
Am 29. September 1809 wurde Salisch mit Patent vom 20. August 1806 als Sekondeleutnant dem Garde-Regiment zu Fuß aggregiert. Er nahm 1813/14 während der Befreiungskriege an den Schlachten bei Großgörschen, Bautzen, Leipzig und Paris teil. Zwischenzeitlich zum Premierleutnant befördert, versetzte man ihn am 20. Juni 1813 in das 2. Garde-Regiment zu Fuß und zeichnete Salisch für seine Leistungen mit dem Eisernen Kreuz II. Klasse sowie dem Orden des Heiligen Wladimir IV. Klasse aus.
Nach dem Friedensschluss avancierte Salisch zum Kapitän und Kompaniechef. Daran schloss sich mit seiner Beförderung zum Major am 3. Februar 1822 eine Verwendung als Bataillonskommandeur im 40. Infanterie-Regiment (4. Reserve-Regiment) an. Vom 25. Mai 1822 bis zum 11. Februar 1827 war Salisch im 21. Infanterie-Regiment (4. Pommersches) tätig und wurde anschließend Kommandeur des Füsilier-Bataillons im 14. Infanterie-Regiment in Stargard. Als Oberstleutnant beauftragte man Salisch am 30. März 1838 mit der Führung des 32. Infanterie-Regiments in Erfurt. Kurz darauf wurde er am 15. September 1838 zum Regimentskommandeur ernannt und in dieser Eigenschaft am 30. März 1840 zum Oberst befördert. Vier Jahre später ernannte man ihn zum Kommandeur der 6. Infanterie-Brigade in Brandenburg an der Havel. In Würdigung seiner Verdienste erhielt Salisch am 23. September 1844 den Roten Adlerorden III. Klasse mit Schleife. Nachdem er am 31. März 1846 zum Generalmajor befördert worden war, verstarb Salisch am 11. Oktober 1846 in Ausübung seines Dienstes.

### Familie
Salisch verheiratete sich am 10. Juli 1818 in Siede mit Wilhelmine Agnes von Oppen (1800–1838). Sie war die Tochter des preußischen Generalleutnants Adolf Friedrich von Oppen (1762–1834).